# Margattea contingens
Margattea contingens är en kackerlacksart som först beskrevs av Walker, F. 1868.  Margattea contingens ingår i släktet Margattea och familjen småkackerlackor. Inga underarter finns listade i Catalogue of Life.